# AmneZia
«AmneZia» — российская ню-метал-группа, образованная в подмосковном городе Клин в 1998 году гитаристом Иваном Завалкиным. В 2002 году AmneZia переезжает в Тверь, где продолжает дальнейшую творческую деятельность с другим составом, который окончательно утвердился лишь к 2004 году. В 2006 году AmneZia становится лауреатом Russian Alternative Music Prize в номинации «Открытие года» и выступает на одной сцене с американской метал-группой Stone Sour.
20 декабря 2006 года группа презентовала свой дебютный альбом Enslaved By Slave. Позже коллектив принял участие в крупнейших российских музыкальных фестивалях: Нашествие-2006, 2008 и Эммаус-2006, 2007.
В 2010 году AmneZia прекратила своё существование, а 16 июля 2015 года от обширного инфаркта умирает гитарист и лидер коллектива — Иван Завалкин, в возрасте 31 года. 25 ноября 2016 года оставшиеся участники дали благотворительный концерт, вырученные средства с которого пошли семье покойного.

## Состав

### Последний состав
- Сергей Фёдоров — ударные
- Игорь Дмитриев — бас-гитара
- Иван Завалкин — гитара, бэк-вокал, клавишные
- Валерий Паленышев — вокал

### Бывшие участники
- Олег Емельянов — гитара
- Виктор Пушкин — бас-гитара
- Андрей Пичугин — бас-гитара
- Сергей Родин — ударные
- Леонид Лехман — гитара

## Дискография

### Студийные альбомы
- EP Amnezia (2006)
- Enslaved By Slave (2006)

### Синглы
- «За гранью»